# Шапасти крст
Шапасти крст настао је у грузијској орнаментици петог вијека, а среће се и орнаментици Јерменије. У литератури овај тип крста назива се још рупертов, крст пате, или косовски крст у српској хералдици. Шапасти тип хришћанског крста одликују кракови који су уски у центру, и који се често шире ка крајевима кроз закривљену или праву линију, да би биле шири на крајевима. Појављује се веома рано у средњовијековној умјетности, на примјер у металном везу датом Монца катедрали од стране ломбардијске краљице Теоделинде (умрла 628), и Линдау Јеванђељу из 8. вијека у Морган библиотеци. Рани енглески примјери потичу из  1200. године и налази се у грбу барона Берклија.

## Назив
Реч „pattée” је француски придјев у женском облику који се користи у свом пуном контексту као„ la croix pattée”, што дословно значи „крст на ногама”, од именице „patte”, што значи нога или шапа. Крст има четири распршена стопала, свако је слично стопалу, на примјер, чаше или свјећњака. На њемачком је познат као „Tatzenkreuz ”од „Tatze” што значи стопало, шапа.

## Варијанте
Следи приказ варијанти шапастог крста:
| Изглед | Опис |
| ------ | --- |
|        | Са ивицама кракова које су конкавне кроз цијелу дужину. Најпознатији је по својој употреби као Гвоздени крст, заснован на дизајну Тевтонског реда (слика), коришћен као симбол Њемачког царства који је био присутан на његовом ратном знамењу укључујући и на авионима Луфтштрекрефте до априла 1918. године када је уведен Балкенкреуз.                                                                         |
|        | Користи се да представља мач у крсту светог Јакова (такође познат као „мачевити крс”т). |
|        | Са мањом кривином, српски крсташ коришћен на ратним заставама српског средњег вијека и српских устаника под отоманском влашћу. Коришћен је од стране Темплара, а налази се и на разним грбовима. Друга варијанта овог типа среће у западној Европи на авионима Њемачког царског ратног ваздухопловства) до априла 1918. године, и основа је за сличан крст који користе оружане снаге модерне Њемачке, Бундесвер. |
|        | Национални је симбол Републике Грузије, користи се на застави, грбу и разним службеним и неслужбеним организацијама ове земље |
|        | Са крајевима кракова који су конвексни и извијени; понекад се зове крст алисе (француски: croix pattée alésée arrondie, букв. ‘заокружени издубљени пате крст’). (фр. ). |
|        | Са троугаоним краковима које се приближавају попуњавању квадрата. |
|        | Познат као крст светог Ђорђа у Шведској и "Козачки крст" у Украјини. |
|        | Са правим паралелним линијама у центру, и даље се уклапа у општу дефиницију “има гране које се шире кривењем на крајевима” и сматра се шапастим крстом у Рудолф Коховој књизи Знакови (немачки: Das Zeichenbuch). ( ). |

## У српској хералдици
- Застава са шапастим крстом из Првог српског устанка (1804)
- Традиционални српски крсташ на црвеном пољу (15-19. вијек)
- Орден Таковског крста
- Ратна застава са Вучијег Дола (1876).

## Темплари
Између осталих шапасти крст користили су  витезови Темплари. Боје темпларског стега биле су црно-бијеле.